# Воскресенська селищна рада
Воскре́сенська се́лищна ра́да — адміністративно-територіальна одиниця та орган місцевого самоврядування у Миколаївському районі Миколаївської області. Адміністративний центр — селище (до 2024 селище міського типу)  Воскресенське.

## Загальні відомості
- Населення ради: 15 114 осіб (станом на 01.01.2024 року)

## Населені пункти
Селищній раді підпорядковані населені пункти:
- с-ще Воскресенське
- с-ще Горохівка
- село Пересадівка
- село Калинівка
- село Михайло-Ларине
- с-ще Грейгове
- село Водокачка
- село Степове
- село Червоне

## Склад ради
Рада складається з 26 депутатів та голови.
- Здійснювач повноважень селищного голови, секретар селищної ради: Микола Моторний

### Керівний склад попередніх скликань
| Прізвище, ім'я, по батькові    | Основні відомості                                                                                  | Дата обрання | Дата звільнення |
| ------------------------------ | -------------------------------------------------------------------------------------------------- | ------------ | --------------- |
| Крамаренко Микола Васильович   | Селищний голова, 1956 року народження, безпартійний                                                | 26.03.2006   | 31.10.2010      |
| Крамаренко Микола Васильович   | Селищний голова, 1956 року народження, освіта вища, член Партії регіонів                           | 31.10.2010   | 11.12.2016      |
| Шаповалов Олександр Михайлович | Селищний голова, 1987 року народження, освіта вища, самовисування                                  | 11.12.2016   | 25.10.2020      |
| Шаповалов Олександр Михайлович | Селищний голова, 1987 року народження, освіта вища                                                 | 25.10.2020   | 13.07.2021      |
| Білозор Тетяна Петрівна        | Секретар селищної ради, 1962 року народження                                                       | 13.07.2021   | 04.08.2023      |
| Моторний Микола Миколайович    | Здійснювач повноважень селищного голови, секретар селищної ради, 1981 року народження, освіта вища | 25.08.2023   |                 |

Примітка: таблиця складена за даними сайту Верховної Ради України

### Депутати
За результатами місцевих виборів 2020 року депутатами ради стали:

#### За суб'єктами висування
| Суб'єкт висування | Кількість обраних депутатів | % |
| ----------------- | --------------------------- | - |
|                   |                             |   |
|                   |                             |   |
|                   |                             |   |

#### За округами
| № округу | Прізвище, ім'я, по батькові | Дата визнання обраним | Освіта | Партійна приналежність | Відомості про обраного депутата |
| -------- | --------------------------- | --------------------- | ------ | ---------------------- | ------------------------------- |
|          |                             |                       |        |                        |                                 |
|          |                             |                       |        |                        |                                 |
|          |                             |                       |        |                        |                                 |
|          |                             |                       |        |                        |                                 |
|          |                             |                       |        |                        |                                 |
|          |                             |                       |        |                        |                                 |
|          |                             |                       |        |                        |                                 |
|          |                             |                       |        |                        |                                 |
|          |                             |                       |        |                        |                                 |
|          |                             |                       |        |                        |                                 |
|          |                             |                       |        |                        |                                 |
|          |                             |                       |        |                        |                                 |
|          |                             |                       |        |                        |                                 |
|          |                             |                       |        |                        |                                 |
|          |                             |                       |        |                        |                                 |
|          |                             |                       |        |                        |                                 |
|          |                             |                       |        |                        |                                 |
|          |                             |                       |        |                        |                                 |
|          |                             |                       |        |                        |                                 |
|          |                             |                       |        |                        |                                 |
|          |                             |                       |        |                        |                                 |